# Chaufour-lès-Bonnières
Chaufour-lès-Bonnières  es una población y comuna francesa, en la región de Isla de Francia, departamento de Yvelines, en el distrito de Mantes-la-Jolie y cantón de Bonnières-sur-Seine. La población está ubicada en el centro-norte del país a unos 65 km al noroeste de Paris.

## Demografía
| 140 | 150 | 185 | 300 | 376 | 413 |
| Para los censos de 1962 a 1999 la población legal corresponde a la población sin duplicidades (Fuente: INSEE [Consultar]) |     |     |     |     |     |